# Christiane Bender

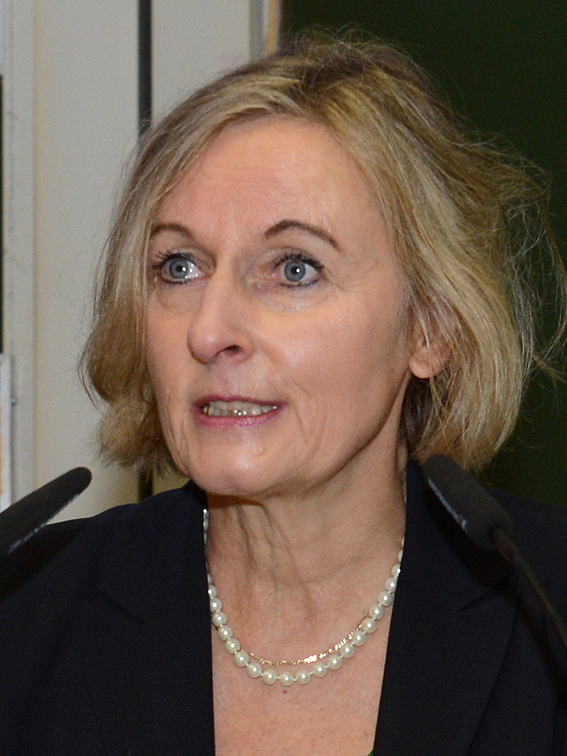
Christiane Bender

Christiane Bender ist eine deutsche Geistes- und Gesellschaftswissenschaftlerin, die bis zu ihrer Emeritierung ordentliche Professorin an der Helmut-Schmidt-Universität/Universität der Bundeswehr Hamburg war.

## Leben
Sie studierte Soziologie, Philosophie, Politikwissenschaft und Volkswirtschaft an der Johann Wolfgang Goethe-Universität in Frankfurt am Main und schloss ihr Studium als Diplom-Soziologin ab. An der Universität Bremen wurde Bender 1987 mit einer Arbeit über George Herbert Mead und Niklas Luhmann (Identität und Selbstreflexion, 1989) promoviert. Die Habilitation erfolgte 1992 an der Universität Augsburg. In ihrer Habilitationsschrift untersucht sie konstruktivistische und wissenssoziologische Modelle der Selbstorganisation in der Wissenschaftsforschung (Selbstorganisation in Systemtheorie und Konstruktivismus, 1993).
Christiane Bender vertrat 1992 den Lehrstuhl für Soziologie und Sozialplanung an der Universität Stuttgart. Nach der Vertretung der Professur für Soziologie am Institut für Soziologie der Ruprecht-Karls-Universität Heidelberg nahm sie 1993 den Ruf dorthin an. Seit 2001 ist sie Professorin für Soziologie an der Helmut-Schmidt-Universität/Universität der Bundeswehr Hamburg.
Bender beschäftigt sich mit den sozialmoralischen und philosophischen Grundlagen moderner Gesellschaften. Ihr besonderes Interesse gilt dem gesellschaftlichen Struktur- und Wertewandel, vor allem der Entwicklung von Industrie- zu Dienstleistungsgesellschaften. Dabei untersucht sie verschiedene Sozial- und Wohlfahrtstaaten (Deutschland, USA, Schweden, Schweiz) in vergleichender Perspektive. Ebenso analysiert sie geschlechtsspezifische Arbeitsteilungsmodelle, den Wandel von Institutionen und das Verhalten von Eliten. Häufig publiziert sie zusammen mit dem an der Universität Siegen lehrenden Arbeitssoziologen Hans Graßl.
Neben wissenschaftlichen Publikationen veröffentlicht sie auch Beiträge für das allgemeine Publikum und mischt sich mit feuilletonistischen Medienbeiträgen in Debatten ein. Zum Beispiel wies sie 2018 mit Hans Graßl in der NZZ auf die aus Sicht der Autoren nachdenkenswerte Aktualität der calvinistischen Ethik und des Denkens von Johannes Althusius für den Föderalismus hin. 2014 schlug Bender zusammen mit Graßl vor, es den wahlberechtigten Bürgerinnen und Bürgern zu ermöglichen, per Losverfahren in den Bundestag zu kommen. Fünf Prozent der Bundestagssitze könnten dem Vorschlag zufolge auf diese Weise besetzt werden. In ihrem 2010 erschienenen Mémoir Podium und Pampers berichtete Bender über ihre persönlichen Erfahrungen mit der Vereinbarung von Beruf und Familie.

## Schriften (Auswahl)

### Bücher
- Identität und Selbstreflexion. Zur reflexiven Konstruktion der sozialen Wirklichkeit in der Systemtheorie und im Symbolischen Interaktionismus von G.H. Mead. Peter Lang, Frankfurt a. M. 1989 (Dissertation)
- Mit Hans Graßl: Technik und Interaktion. Zur Theorie und Empirie der Technikforschung. 2. durchgesehene Auflage, Deutscher Universitäts-Verlag, Wiesbaden 1994 (Erstauflage 1991)
- Mit Hans Graßl: Machen Frauen Kirche? Erwerbsarbeit in der organisierten Religion. Matthias-Grünewald-Verlag, Mainz 1996
- Als Herausgeberin: Frauen – Religion – Beruf. Zur religiösen Konstruktion der Geschlechterdifferenz. UVK, Konstanz 2003
- Mit Hans Graßl: Arbeiten und Leben in der Dienstleistungsgesellschaft. UVK, Konstanz 2004
- Mit Jens-Rainer Ahrens und Maja Apelt: Frauen im Militär. Empirische Befunde und Perspektiven zur Integration von Frauen in die Streitkräfte. Springer VS, Wiesbaden 2005
- Podium und Pampers. Mattes, Heidelberg 2010, ISBN 978-3-86809-025-3
- Zeitenwende, Der Krieg gegen die Ukraine und eine Politik der Verantwortung in der Tradition Max Webers, Nomos, Baden-Baden, 2024, ISBN 978-3-98572-073-6

### Forschungsbeiträge
- Der Begriff der Liebe in der Philosophie. Ein Vergleich zwischen Hegel und Schopenhauer. In:  67. Jahrbuch der Schopenhauer-Gesellschaft, Frankfurt a. M. 1986, S. 192–198
- Kulturelle Identität, interkulturelle Kommunikation, Rationalität und Weltgesellschaft. In: Horst Reimann (Hrsg.): Transkulturelle Kommunikation und Weltgesellschaft. Westdeutscher Verlag, Opladen 1992, S. 66–81
- Macht – eine von Habermas und Luhmann vergessene Kategorie? In: ÖZfS 23 (1998), S. 3–19
- Das System der Logik ist das Reich der Schatten. In: Peter-Ulrich Merz-Benz, Gerhard Wagner (Hrsg.): Die Logik der Systeme. Zur Kritik der systemtheoretischen Soziologie Niklas Luhmanns. UVK, Konstanz 2000, S. 15–37
- Modernisierung durch Beschleunigung. In: Norbert Brieskorn, Johannes Wallacher (Hrsg.): Beschleunigen, Verlangsamen. Herausforderungen an zukunftsfähige Gesellschaften. Stuttgart 2001, S. 39–68
- Geschlechterdifferenz und Partnerschaft in der Bundeswehr. In: Thomas Bohrmann, Karl-Heinz Lather, Friedrich Lohmann (Hrsg.): Handbuch Militärische Berufsethik. Band 2: Anwendungsfelder. Springer VS, Wiesbaden 2015, ISBN 978-3-531-18933-8, S. 357–378
- Hegels Beitrag zum Verständnis von Familie, Gesellschaft und Staat im Deutschland der Gegenwart. In: Michael Spieker (Hrsg.): Hegels Begriff der Sittlichkeit in der Rechtsphilosophie. Tutzing 2016

### Medienbeiträge
- Was soll mein Kind glauben? (in: chrismon plus 2009)
- Studieren bedeutete für mich Aufbruch (in: Glanzlichter 2011)
- Die Geburt der Wissensgesellschaft aus dem Geist des Kalten Krieges (in: Aus Politik und Zeitgeschichte, 18–20/2013)
- Mit Hans Graßl: Losverfahren: Ein Beitrag zur Stärkung der Demokratie? (in: Aus Politik und Zeitgeschichte, 38–39/2014)
- Bedrohen die Neuen Medien unsere Arbeits- und Lebensqualität? (in: Gesellschaft. Wirtschaft. Politik, Nr. 3/2015)
- Die Vorlesung. Ein Auslaufmodell? (in: Forschung & Lehre 8/16)